# Nowa Bielawa

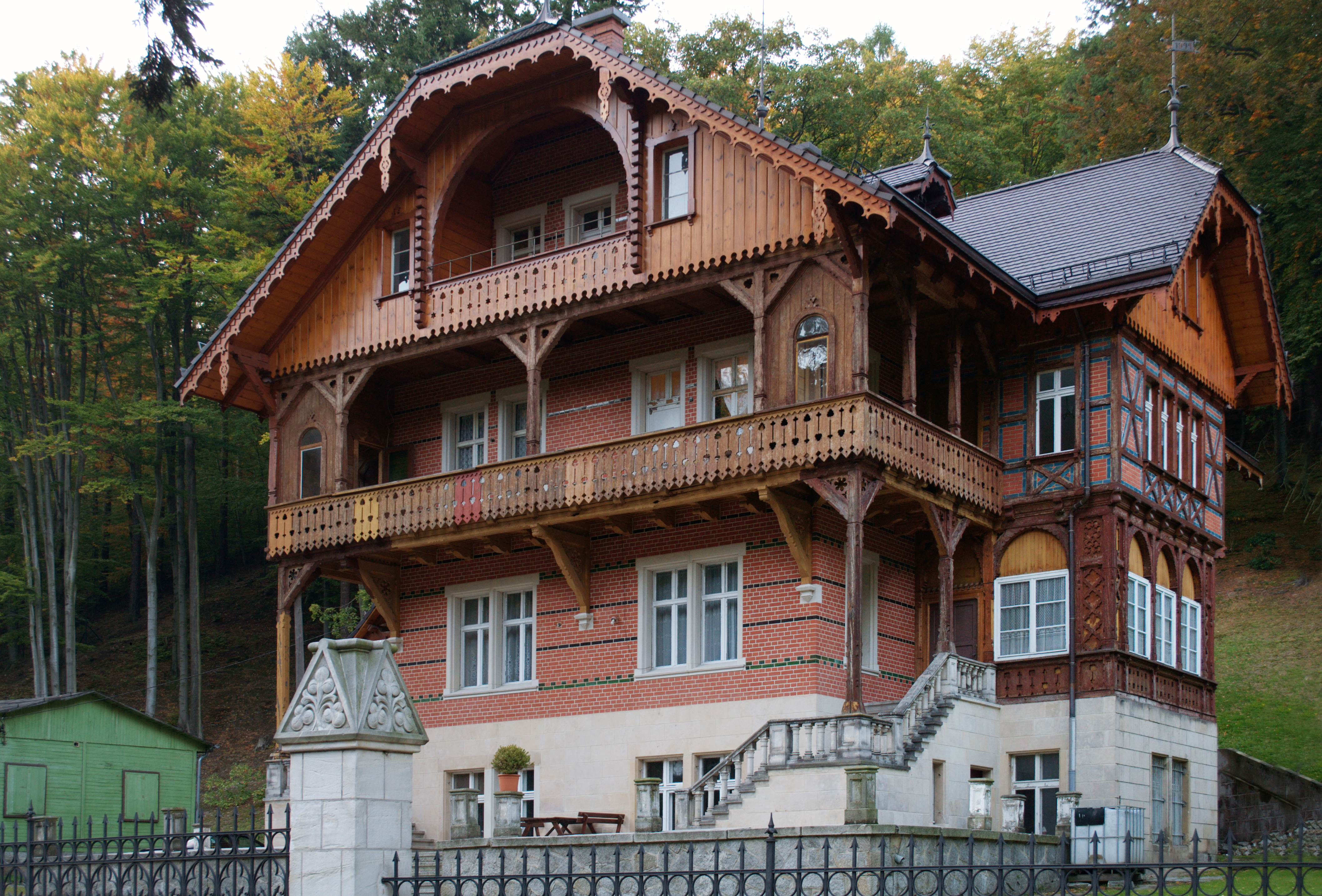
Pensjonat „Leśny Dworek”

Nowa Bielawa, Osiedle Nowobielawskie – dzielnica Bielawy położona w południowej części miasta przy wyjeździe na Jodłownik. Przez Nową Bielawę przepływa rzeka Bielawica, między jednokierunkowymi ulicami Nowobielawską i Sowią. Z dzielnicy widać bardzo ładną panoramę Gór Sowich oraz Parku Krajobrazowego Gór Sowich.

## Położenie
Nowa Bielawa to dawna wieś łańcuchowa o długości około 2,1 km, obecnie jest południową dzielnicą Bielawy leżąca w dolinie Bielawicy, pomiędzy wzniesieniami: Chmieliną na północnym zachodzie, a Kuczabą i Kocim Grzbietem na południowym wschodzie, na wysokości około 380–470 m n.p.m.

## Historia
Nowa Bielawa powstała najprawdopodobniej w tym samym czasie co Bielawa, pierwsze wzmianki o miejscowości pochodzą z około 1300 roku. Początkowo wieś rozwijała się wolno, dopiero w XVII wieku stała się znacznym ośrodkiem lnianego i wełnianego tkactwa chałupniczego. W pierwszej połowie XIX wieku nastąpił znaczny rozwój miejscowości, w 1825 roku było tu wolne sędziostwo oraz 168 domów, w tym: szkoła ewangelicka, folwark, 6 młynów wodnych, tartak, kamieniołom, 2 wapienniki, karczma i leśniczówka. W 1840 roku działały tu w 176 domach łącznie aż 332 krosna tkackie, dodatkowo we wsi zbudowano wiatrak i 2 tartaki. W 1900 roku przez Nową Bielawę przeprowadzono linię kolejowa Kolejki Sowiogórskiej i zbudowano stację kolejową, co przyczyniło się do dalszego rozwoju miejscowości. W okresie międzywojennym Nowa Bielawa była całoroczną miejscowością wczasową, było tu 7 gospód i pensjonatów, obiekty do uprawiania sportów zimowych i kąpielisko, a doliną Bielawicy prowadziły popularne trasy turystyczne.

Po 1945 roku charakter miejscowości nie zmienił się, z tym że zanikła funkcja letniskowa, a dzielnica stała się osiedlem mieszkaniowym.   

## Zabytki
Do wojewódzkiego rejestru zabytków wpisane są:
- pensjonat „Leśny Dworek”, (dawna willa Dieriga „Waldhaus”) ul. Nowobielawska 89, z XIX/XX wieku.

Inne zabytki:
- liczne wille, domy mieszkalne i budynki gospodarcze pochodzące z XIX w XX wieku, niektóre noszące cechy architektury secesyjnej i eklektycznej[1].

## Ulice
Jedynymi ulicami znajdującymi się na terenie Nowej Bielawy są:
- Nowobielawska
- Sowia
- Leśna

## Szlaki turystyczne
Przez Nową Bielawę prowadzą następujące szlaki turystyczne:
- droga Szklary-Samborowice – Jagielno – Przeworno – Gromnik – Biały Kościół – Nieszkowice – Żelowice – Ostra Góra – Niemcza – Tatarski Okop – Gilów – Marianówek – Piława Dolna – Owiesno – Myśliszów – Góra Parkowa  – Nowa Bielawa – Zimna Polana – Kalenica – Bielawska Polana – Zdrojowisko – Nowa Ruda – Tłumaczów – Radków – Pasterka – Karłów – Skalne Grzyby – Batorów – Duszniki-Zdrój – Szczytna – Zamek Leśna – Polanica-Zdrój – Bystrzyca Kłodzka – Igliczna – Międzygórze – Przełęcz Puchacza[3].
- z Wielkiej Sowy na Przełęcz Woliborską[4],
- z Bielawskiej Polany do Kamionek[4],
- z Nowej Bielawy do Zdrojowiska (stacja kolejowa)[3].